# Tritantecmes (militar)
Tritantecmes (Tritantaechmes, Τριτανταίχμης) fill d'Artaban, fou un militar persa. Era cosí de Xerxes I de Pèrsia.
Fou comandant de la infanteria persa en la invasió de Grècia el 480 aC. Després de la batalla de les Termòpiles es va assabentar per les declaracions de desertors arcadis que els grecs competien a Olímpia per rebre com a premi una branca d'olivera, i va manifestar que un poble que competia per glòria i no per diners, no podia ser atacat amb possibilitats d'èxit. Xerxes el va acusar per això de covardia.